# 1988 VZ1
1988 VZ1 är en asteroid i huvudbältet som upptäcktes den 2 november 1988 av de båda japanska astronomerna Seiji Ueda och Hiroshi Kaneda i Kushiro.
Asteroiden har en diameter på ungefär 16 kilometer och den tillhör asteroidgruppen Themis.